# Nicolas Miguet
Nicolas Miguet (* 16. Januar 1961 in Verneuil-sur-Avre im Département Eure) ist ein französischer Journalist, Politiker und Publizist.

## Leben und Werk
Miguet studierte an dem Institut d’études politiques de Paris (Pariser Institut für politische Studien) Journalismus und schloss das Studium 1984 ab. Er bekleidete verschiedene Ämter der Organisation Collectif des étudiants libéraux de France, einer Jugendorganisation der Partei Union pour la démocratie française. Als freier Journalist war er für Le Journal des Finances, La Croix und andere Zeitungen tätig.
1989 gründete er das Wirtschaftsmagazin Le Quotidien de 89. Thematisch näherte er sich in dieser Zeit den Positionen des Front National an. In der Folge war Miguet als Redakteur bei verschiedenen rechten Zeitungen wie der National-Hebdo oder Minute tätig. Miguet wurde von seinen Kollegen äußerst kontrovers beurteilt. Zeitweise wird ihm von dem Pariser Handelsgericht Tribunal de Commerce de Paris das Berufsrecht als Verleger entzogen. Seine Wirtschaftsanalysen greifen häufig Verschwörungsthesen und Minderheitsmeinungen auf. Jedoch erlangt er gerade durch seine Thesen Popularität.
2004 organisierte er ein Minderheitenvotum, dass Charles Mackay, den britischen Chef des Eurotunnel, zum Rücktritt zwang. Miguet war es gelungen, rund 21 % der Aktionärsanteile für eine Abstimmung über die Absetzung zu gewinnen.
Miguet gründete 2009 den französischen Bund der Steuerzahler (Rassemblement des contribuables français). Er trat als Kandidat bei den Präsidentschaftswahlen 2007 und 2002 an, verfehlte aber jeweils das Quorum. Nach seinem Scheitern rief er zur Unterstützung des Kandidaten François Bayrou von der Partei Mouvement démocrate auf.
Miguet ist geschieden und Vater von fünf Kindern.